# Christophe Loizillon
Pour les articles homonymes, voir Loizillon.
Christophe Loizillon est un réalisateur français né le 17 mai 1953 à Gorcy (Meurthe-et-Moselle).
Entre 1985 et 1997 il réalise cinq films  pour approcher le travail de cinq artistes : Georges Rousse, Roman Opałka, François Morellet, Eugène Leroy, Felice Varini. Ces cinq films ont pour particularité d'être une proposition cinématographique présentant le regard d'un artiste-cinéaste sur le travail d'artistes plasticiens.
Depuis le court-métrage Les Mains (1996), il s'intéresse à la relation de l'homme à son corps et à son environnement.

## Biographie

### Vie privée
Christophe Loizillon est père de deux enfants : Inès (née en 1990), actrice et réalisatrice et Félix (né en 1996), compositeur et musicien.
Il est marié depuis le 03 octobre 2014 avec Chantal Briet.

## Filmographie
- 1982 : Lieux communs (9 min)
- 1985 : Georges Rousse (9 min)
- 1986 : Détail, Roman Opalka (26 min)
- 1987 : Le Panorama (24 min)
- 1989 : La Jalousie (15 min)
- 1990 : François Morellet (26 min)
- 1995 : Eugène Leroy (27 min)
- 1996 : Le Silence de Rak (1h14)
- 1996 : Les Mains
- 1997 : Felice Varini (20 min)
- 1999 : Les Pieds
- 2002 : Ma caméra et moi (1h25)
- 2003 : Les Visages (27 min)[2]
- 2008 : Corpus/corpus (27 min)
- 2010 : Homo/animal (29 min)
- 2011 : Famille (46 min)
- 2012 : Homo/végétal (34 min)
- 2014 : Square (20 min)
- 2014 : Petit matin (34 min)
- 2016 : Trois visages (44 min)
- 2017 : Les sexes (45 min)
- 2017 : Debout(s) (28 min)
- 2019 : Homo/minéral (25 min)
- 2019 : Maman (9 min)
- 2022 : L'escalier (20 min)